# Filippo Mannucci
Filippo Mannucci (Livorno, 20 luglio 1974) è un canottiere italiano.

## Carriera

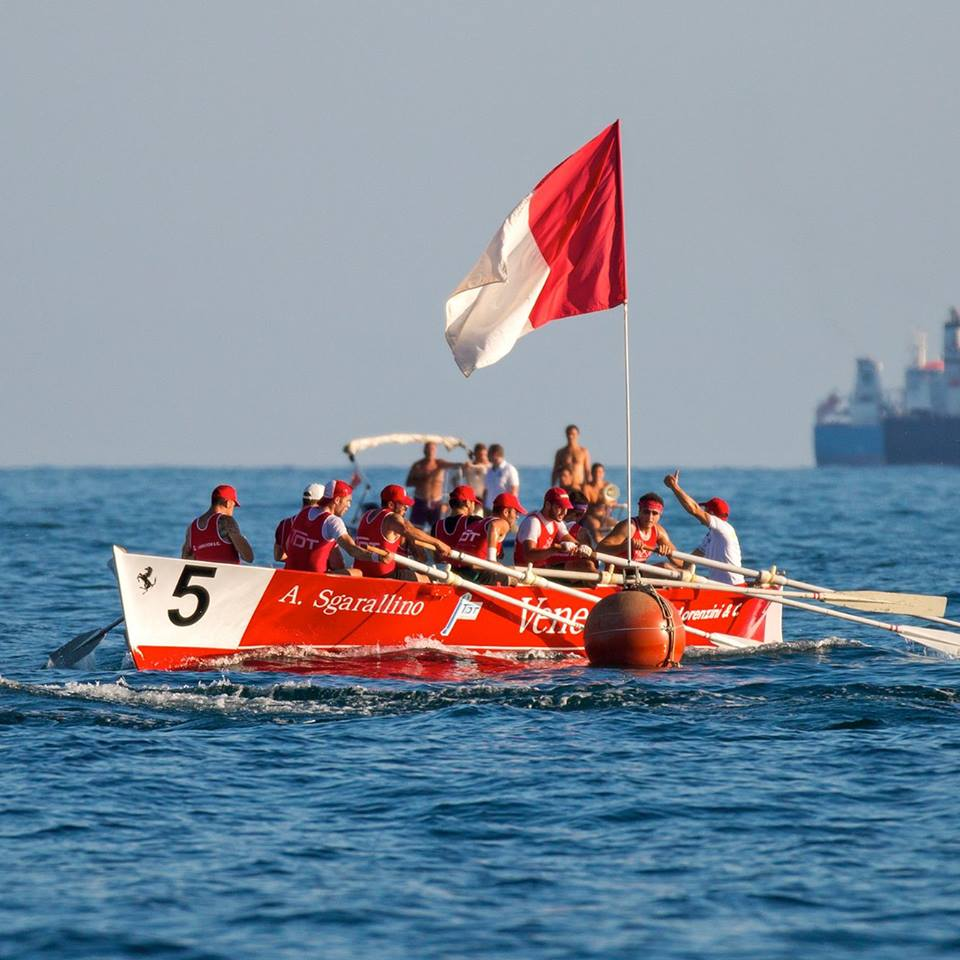

Inizia l'attività agonistica presso il C.C.Solvay, successivamente viene tesserato per il Circolo Nautico Foce Cecina con cui partecipa ai primi campionati italiani giungendo alle semifinali nella specialità del singolo e vincendo numerose gare regionali fra cui il campionato toscano. Nel 1992 viene tesserato per il G.S. VVF Tomei Livorno con cui vince la prima gara nazionale nella specialità del singolo junior. Successivamente, nella specialità del doppio pesi leggeri, vince per la medesima società sportiva numerose gare nazionali e la medaglia di bronzo ai campionati italiani.
Nel 1994 ritorna al Circolo Nautico Foce Cecina con cui vince una gara nazionale, i campionati toscani e arriva quarto ai campionati italiani.
L'anno successivo approda al G.S. Sodini Nilo di Pisa. Nello stesso anno indossa per la prima volta la maglia della nazionale italiana, disputando a Groeningen i campionati mondiali under 23, nella specialità del singolo, giungendo ottavo. Nel 1996, oltre a vincere la medaglia di bronzo ai campionati italiani, conquista l'oro nel quattro di coppia alle regate internazionali di Bled e l'argento ad Hazewinkel ai mondiali under 23.
Nel 1997, sempre a Pisa, viene tesserato per la canottieri Arno. Partecipa alle regate internazionali di Lucerna e ai campionati del mondo di Aiguebelette come riserva. Negli anni successivi con la stessa società vince numerose gare nazionali ed internazionali, i campionati italiani e giungerà alle semifinali dei campionati mondiali nella specialità del singolo. Ai campionati italiani del 2000 assieme a Mauro Baccelli, sul doppio pesi leggeri, oltre alla vittoria del titolo italiano, realizza il miglior tempo della specialità che rimarrà imbattuto fino al 2016. Nello stesso anno giunge quinto ai campionati del mondo sul singolo pesi leggeri e si trasferisce al G.S. Forestale, con cui gareggia fino al 2009.
In questi anni vince la medaglia d'oro in quattro edizioni dei campionati mondiali di canottaggio nella specialità del 4 di coppia pesi leggeri, di cui tre consecutive.
A partire dal 2007 partecipa alla competizione storica del Palio Marinaro a Livorno, in qualità di capovoga dell'armo Venezia, con cui vince 4 trittici di cui 3 consecutivi, stabilendo un altro primato. È infatti l'unico atleta a non aver subito sconfitta nella competizione storica livornese.
Il 4 agosto del 2009 a seguito di un controllo antidoping successivo ad una gara di Coppa del Mondo a Lucerna (10-12 luglio 2009) gli vengono contestati valori anomali nelle urine. Dopo un contenzioso lungo un anno la FISA decide di valutare solo il valore contestato e così viene fermato per un ulteriore anno, ma nel dicembre del 2017 con sentenza inappellabile il Tribunale di Livorno scagiona con formula piena Mannucci "per non aver commesso il fatto".
Nel 2015 risulta tesserato sotto i colori dell'Unione Canottieri Livornesi con cui nel 2014 ha partecipato, vincendo, ai campionati toscani nel doppio pesi leggeri. Nel 2016 viene eletto presidente della società che si avvia a festeggiare il centenario.
Ha vinto quattro campionati mondiali di canottaggio nella specialità del 4 di coppia pesi leggeri, imbattuto nella stessa specialità e pluricampione italiano.
Detentore del record italiano indoor nella fascia di età 30/39 categoria pesi leggeri col tempo di 6:09.3, registrato nel 2007 ai mondiali indoor di Boston.

## Palmarès
| Anno | Manifestazione      | Sede           | Evento                         | Risultato        |
| ---- | ------------------- | -------------- | ------------------------------ | ---------------- |
| 1999 | Campionati mondiali | St. Catharines | Singolo pesi leggeri           | 12º classificato |
| 2000 | Campionati mondiali | Zagabria       | Singolo pesi leggeri           | 5º classificato  |
| 2001 | Campionati mondiali | Lucerna        | Quattro di coppia pesi leggeri | Oro              |
| 2002 | Campionati mondiali | Siviglia       | Quattro di coppia pesi leggeri | Oro              |
| 2003 | Campionati mondiali | Milano         | Quattro di coppia pesi leggeri | Oro              |
| 2005 | Campionati mondiali | Gifu           | Quattro di coppia pesi leggeri | Oro              |
| 2007 | Campionati mondiali | Boston         | Indoor remoergometro           | Bronzo           |
| 2006 | Campionati europei  | Amsterdam      | Indoor remoergometro           | Argento          |